# Hryńków
Hryńków (ukr. Гриньків, Hryńkiw) – wieś na Ukrainie,  w rejonie rożniatowskim obwodu iwanofrankiwskiego; nad Łomnicą.
W II Rzeczypospolitej wieś należała do gminy Jasień w powiecie kałuskim.